# تالقو
كان تالِقو خان أحد خانية جغتاي (1308-1309). هو ابن قداقجي وأميرة كرمان وحفيد بري.
بعد وفاة كونجِك، استولى تالِقو على السلطة وأصبح خانًا. مسلم، حاول تحويل رعاياه (إلى الإسلام)؛ كانت هذه الخطوة غير شعبية. أدى هذا، بالإضافة إلى الاستياء من أنه لم يكن من نسل دوا، إلى ثورة ضد حكمه. اختار أعداؤه قِبِق ابن دوا ليصبح خان، وهُزم تالقو في المعركة عام 1309. انضم أنصاره إلى قوات قبق، وكان لهم دور فعال في هزيمة أبناء كايدو في نفس العام.